# تشاك كونلي
تشاك كونلي (بالإنجليزية: Chuck Connelly)‏ هو رسام أمريكي، ولد في 7 يناير 1955 في بيتسبرغ في الولايات المتحدة.